# Ntoum
Ntoum este un orașul localizat în provincia Estuaire din Gabon. Este capitala departamentului Komo-Mondah. În 2010 avea o populație de 11.169 locuitori.

## Industrie
- În Ntoum există o fabrică de ciment.[1]